# 今純三
今 純三（こん じゅんぞう、1893年（明治26年）3月1日 - 1944年（昭和19年）9月28日）は、日本の銅版画家。銅版画の技法研究にほぼ独力で取り組み、昭和初期における日本の銅版画の普及に関与した。

## 略歴
- 1893年（明治26年）3月  青森県（現・弘前市）代官町の生まれ。医師である父成男と母きよの３男で5人兄弟の真ん中。代々弘前藩の典医の家系。
- 1899年（明治32年）4月 弘前市立城西小学校(当時４年制）に入学。
- 1903年（明治36年）4月　弘前市立高等小学校入学。
- 1906年（明治39年）3月 弘前市立高等小学校を卒業。父が東京で医院を開業するため、一家で上京。
- 1906年（明治39年）  独乙学協会学校中学部に入学。
- 1909年（明治42年） 独乙学協会学校中学部を退学し、「太平洋画家会研究所」に入る。
- 1912年（明治45年）4月 「本郷洋画研究所」に入る。研究生第１号。
- 1912年（大正元年）8月  早稲田工手学校（現在の早稲田大学芸術学校）建築科（夜間）に入学。
- 1913年（大正2年） 第７回文展に油彩画「公園の初秋」が入選。大正博覧会美術展に油彩「花と果実」が入選。
- 1914年（大正3年）7月  早稲田工手学校建築科（夜間）を卒業。
- 1919年（大正8年） 第１回帝展に油絵「バラライカ」[1] が入選。
- 1920年（大正9年） 松竹蒲田撮影所美術部に入り、背景設計などを担当。
- 1921年（大正10年) 資生堂意匠部主任（1923年まで）
- 1923年（大正12年）  関東大震災で東京の住居が倒壊したため青森市に移転。この頃から、石版画、エッチングの研究に本格的に着手。
- 1926年（大正15年） 印刷会社啓明社に勤務。石版、オフセットを研究。
- 1927年（昭和2年）4月  青森県師範学校[2] 図画科教授嘱託として、美術を教える。
- 1933年（昭和8年）3月  青森県師範学校を退職し、画業に専心。4月に東奥日報社編集局嘱託となる。『青森県画譜』を10月から毎月１回刊行。
- 1934年（昭和9年）9月  『青森県画譜』完成。
- 1935年（昭和10年）『エッチング奥入瀬渓流連作』[3] 及び 『エッチング 創作版画小品集』の制作に着手。
- 1937年（昭和12年） 西田武雄（西田半峰）が創刊した雑誌『エッチング』の第55号から、3年間「私のエッチング技法」と題して23回にわたり連載。
- 1938年（昭和13年） 『松尾鉱山精錬所』[4] 制作。
- 1939年（昭和14年）  一家で上京。池袋でエッチング版画の制作に専念。
- 1940年（昭和15年） 広山謄写版インキ製造所に関野凖一郎、曽我尾武治らとともに勤務。
- 1943年（昭和18年） 著書『版画の新技法』を出版
- 1944年（昭和19年）心身の酷使で発病、7月入院。
- 1944年（昭和19年）9月28日 入院先の中野区江古田浄風園病院で死去（51歳）。
- 1944年（昭和19年）10月18日　菩提寺である弘前市西茂森の藤先寺の今氏の墓所に埋葬。法名「純正院画雲流泉居士」。[3]

## その他
- 今が青森県師範学校で教えていたこともあり、青森では、版画教育が盛んである。また、1931年（昭和6年）から1943年（昭和18年）までの13年間東奥美術展覧会の審査員を務めた。
- 父方の叔父に北海道帝国大学総長を務めた医学者の今裕、兄に早稲田大学教授（考現学）の今和次郎がいる。

## 註釈
1. ↑  弘前市立博物館蔵
2. ↑  『中等教育諸学校職員録 昭和4年5月現在 第26版』中等教科書協会、〔1929〕、p.731
3. 1 2  『今純三作品集』162頁。
4. ↑  青森県立郷土館蔵。『今純三作品集』では『松尾鉱山精錬場』と記載。